# Песков, Алексей Михайлович
Алексе́й Миха́йлович Песко́в (31 декабря 1953, Москва, СССР — 22 октября 2009, Москва, Российская Федерация) — советский и российский филолог, литературовед, баратыновед. Доктор филологических наук, профессор, историк, специалист по русской истории, литературе, и культуре XVIII—XIX веков Творческий псевдоним — Алекс Сэндоу.

## Биография
Родился 31 декабря 1953 года в Москве.
В 1971—1976 годах учился на филологическом факультете МГУ имени М. В. Ломоносова. Был участником семинара В. Н. Турбина и заседаний Научного студенческого общества.
В 1977—1978 годах работал в издательстве «Художественная литература».
В 1978—1982 годах преподавал историю русской литературы и поэтику фольклора в Московском государственном институте культуры.
В 1982 году окончил заочную аспирантуру МГУ по кафедре истории русской литературы филологического факультета — защитил диссертацию на соискание учёной степени кандидата филологических наук по теме «Буало в русской литературе XVIII — первой трети XIX в.», впоследствии переработанную для одноименной книги (М., 1989).
С ноября 1982 года работал на филологическом факультете МГУ. Вёл семинар, посвящённый русской поэзии первой трети XIX в., прежде всего — творчеству Е. А. Баратынского.
С 1991 года доцент кафедры истории русской литературы, с 1998 года профессор. Читал лекционные курсы «История русской литературы XVIII в.», «История русской культуры» и спецкурсы «История русской поэзии первой трети XIX в.», «Философия истории в России XIX—XX вв.», «Первобытные ритуалы и специфика архаического мышления» и др.
В 2000—2001 годах приглашённый профессор (фр. professeur associé) в Университете Париж IV, с 2007 года профессор Института высших гуманитарных исследований имени Е. М. Мелетинского РГГУ.
Умер 22 октября 2009 года после продолжительной болезни.

### Семья
Отец — Михаил Ильич Песков, участник войны, инженер-электронщик, с 1987 года профессор МАДИ. Автор воспоминаний.
Мать — Ирина Константиновна Пескова, урождённая Гаврилова (1926—2003), работала на административной должности в одном из НИИ. В рамках проекта «Прожито» опубликован её дневник за 1941—1943 годы.

## Научная деятельность
Архивно-биографические исследования ранних лет жизни Е. А. Баратынского легли в основу книги «Боратынский: Истинная повесть» (М., 1990). Баратынскому была посвящена докторская диссертация — «Жизнь и творчество Е. А. Боратынского: Научная биография». М., 1996. С творчеством Боратынского были связаны самые масштабные научно-издательские проекты А. М. Пескова — «Летопись жизни и творчества Е. А. Боратынского» (М., 1998; текст подготовлен совместно с Е. Э. Ляминой) и начавшееся в 2002 году издание Полного собрания сочинений и писем Е. А. Боратынского (Песков был сторонником написания фамилии Баратынский через «о») (Т. 1. М., 2002; Т. 2. Ч. 1. М., 2002). Под общей редакцией Пескова к осени 2009 года были подготовлены также тексты и текстологические комментарии к поздней лирике Баратынского — первая часть III тома Полного собрания сочинений и писем. В рукописи осталась подготовленная А. М. Песковым книга о предыстории циклизации в русской поэзии XVIII — первой трети XIX вв.

## Публикации

### Монографии
на русском языке
- Песков А. М. Буало в русской литературе XVIII — первой трети XIX века. — М.: Издательство МГУ, 1989;
- Песков А. М. Боратынский: истинная повесть. — М., «Книга», 1990;
- Песков А. М. Жизнь и творчество Е. А. Боратынского: Научная биография". — М., 1996
- Песков А. М., Лямина Е. Э. Летопись жизни и творчества Е. А. Боратынского. 1800—1844. — М.: Новое литературное обозрение, 1998;
- Песков А. М. Павел I. — М.: Молодая гвардия, 1999. — (ЖЗЛ) (2-е изд.: 2000; 3-е изд.: 2003);
- Песков А. М. Павел I. / 4-е издание. — М.: Молодая гвардия, 2005. — (Жизнь замечательных людей). Выпуск 1152(952)
- Песков А. М. «Русская идея» и «русская душа»: очерки русской историософии. — М.: ОГИ, 2007.

на других языках
- Peskov A. M. Paul I, l’empereur russe. — Paris: Fayard, 1996.

### Научная редакция
- Боратынский Е. А. Полн. собр. соч. Т. 1; Т. 2. Ч. 1; — М.: Языки славянской культуры, 2002.

### Статьи
- Песков А. М. О дате рождения Е. А. Баратынского Архивная копия от 18 мая 2015 на Wayback Machine // Вопросы литературы. — 1988. — № 4. — С. 270—271.
- Песков А. М. Боратынский: Одинакие криле // Филологические науки. — 1995. — № 2.
- Летопись жизни и творчества Е. А. Боратынского, 1800—1844 / Сост. А. М. Песков. — М.: Новое литературное обозрение, 1998. — 496 с.
- Песков А. М. Последние инициативы ВАК с историко-филологической точки зрения // Полит.ру. — 15.12.2006.